# Terkotka

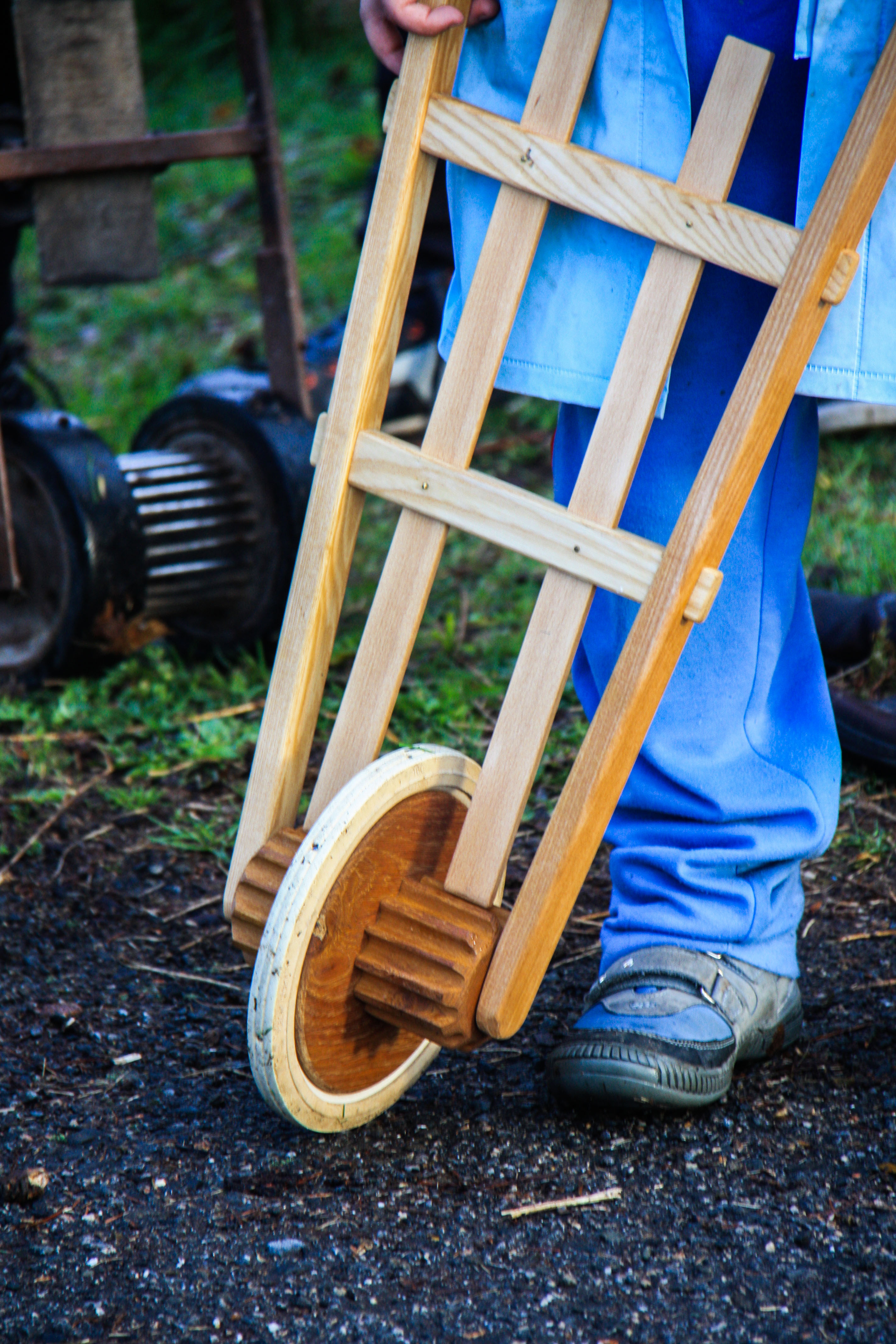
Klasyczna terkotka taczkowa

Terkotka (także kołatki, ang. noisemaker, Cog Rattle, Ratchet; niem. Knarre hiszp. matraca) – instrument muzyczny (samodźwięczny z grupy idiofonów), wykonany z drewna. Działa na zasadzie mechanizmu zębatkowo-zapadkowego. Koła zębate terkotki wraz ze sztywną płytą są zamocowane na uchwycie, który obraca się swobodnie. Podczas ruchu płyta uderza w koła zębate, drgając za każdym razem gdy przechodzi przez ząb, powodując hałas podobny do klikania i grzechotania. Nazwa instrumentu pochodzi od przymiotnika „terkoczący”, a więc „wydający suchy, jednostajnie przerywany dźwięk”. Brzmienie terkotki można usłyszeć w zdigitalizowanych zbiorach Polskiego Muzeum Instrumentów Ludowych.

## Budowa i rodzaje terkotek

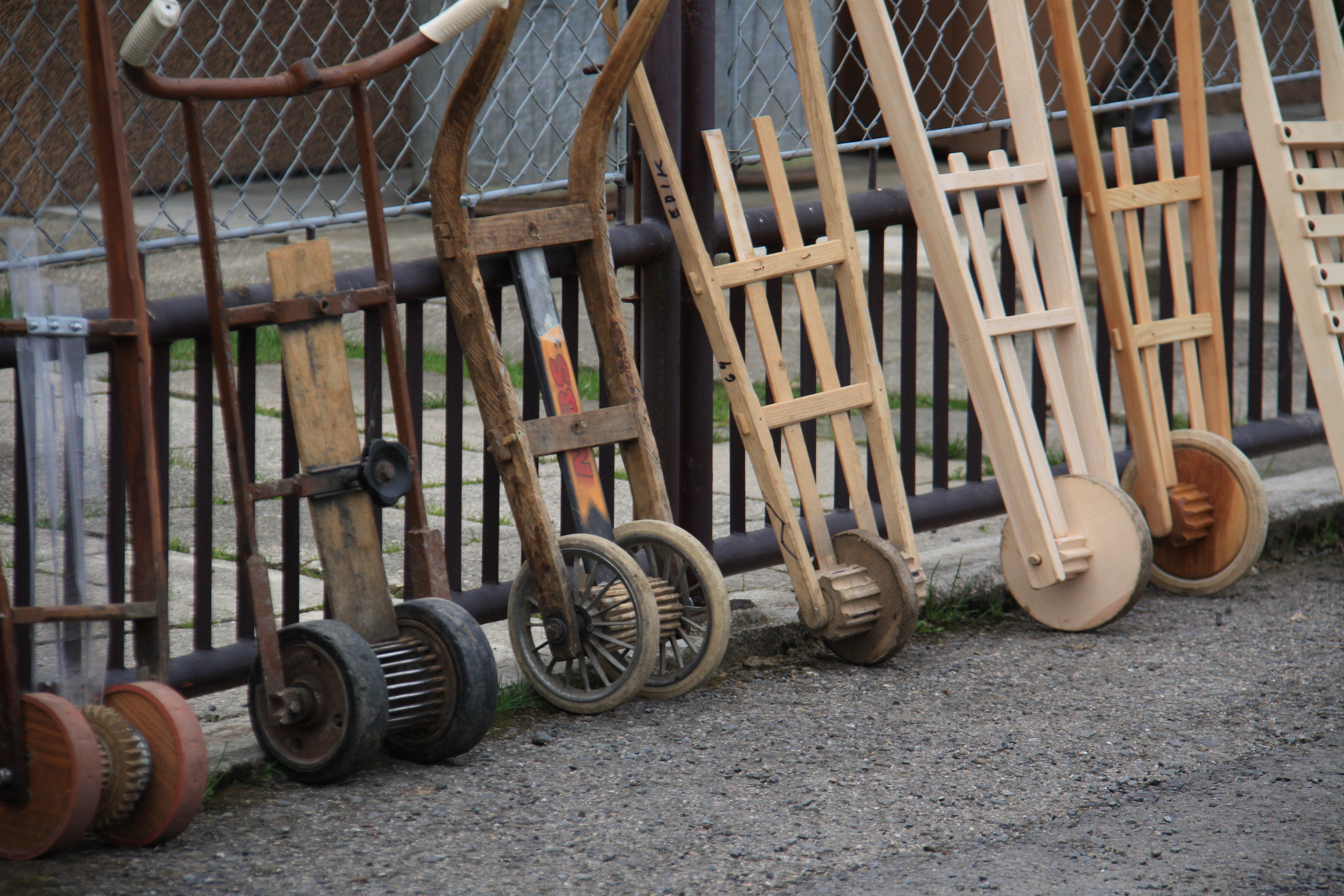
Niektóre z widocznych na zdjęciu terkotek taczkowych mają listewki wykonane z blachy lub tworzywa sztucznego

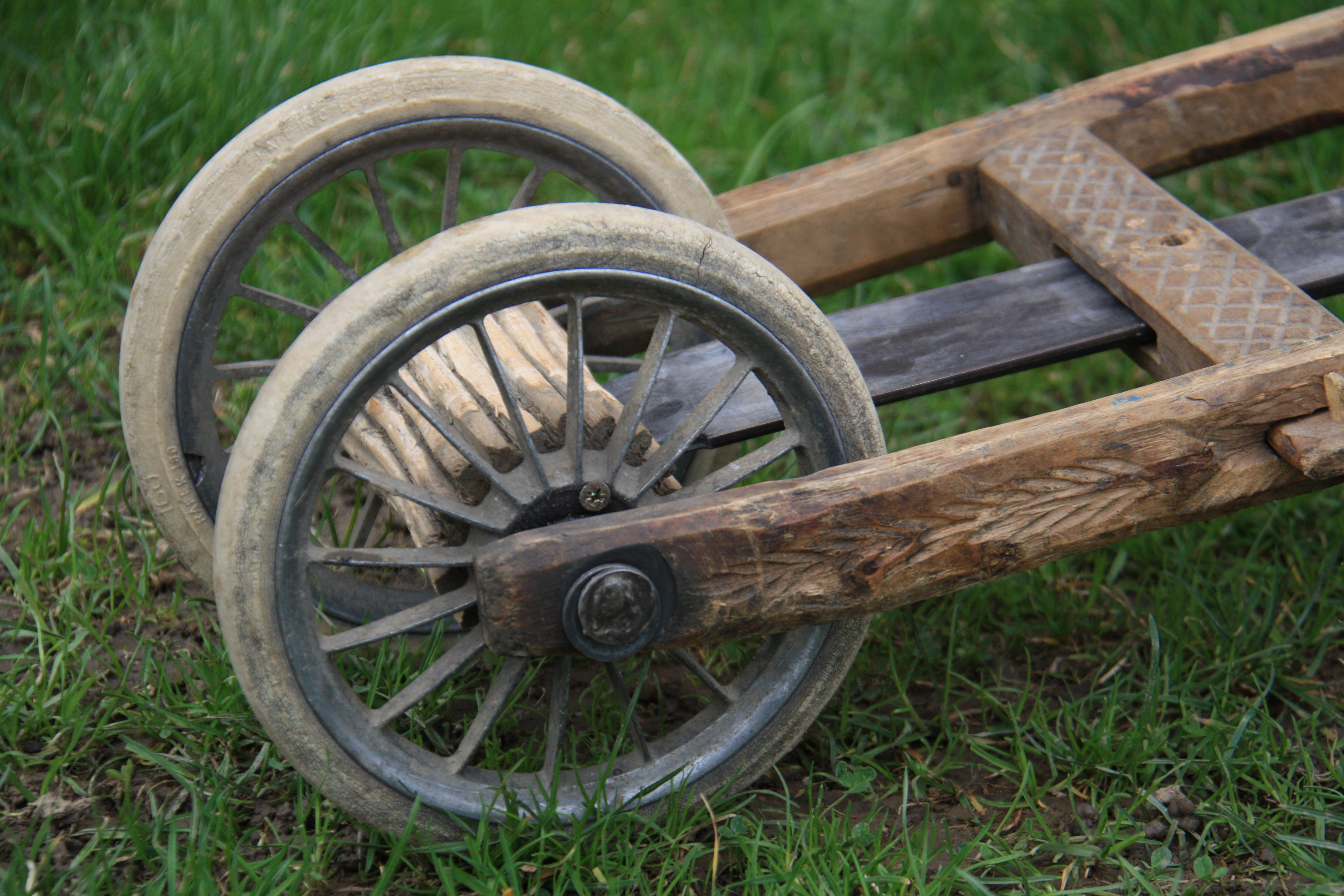
Terkotka taczkowa zdobiona

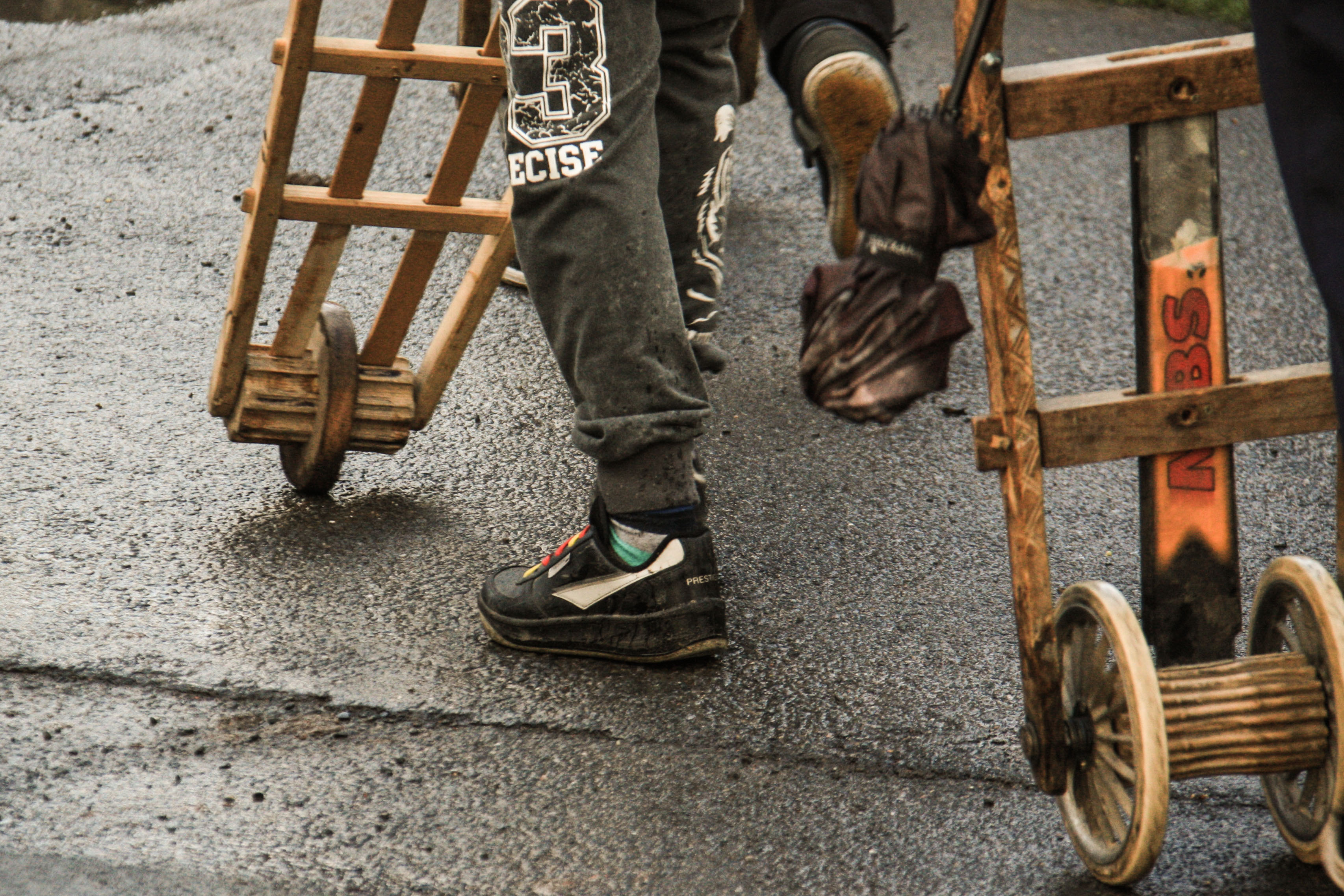
Terkotki taczkowe w ruchu

Instrumenty mają różne rozmiary. Mała terkotka ma około 15 cm długości i jest zbudowana z elastycznej listewki wydającej trzaski poprzez przesuwanie się po zębatym walcu, w wyniku obrotowych ruchów ramki (walca), do której jest przymocowana. Ruch ten wywoływany jest przez trzymającą instrument rękę. Dynamika dźwięku jest kontrolowana przez szybkość wykonywanego ruchu. Całość trzyma się na ramie.
Duże, drewniane terkotki są zbudowane w kształcie taczki (stąd nazwa: terkotki taczkowe) i również wydają serie trzasków w następstwie ślizgania się po zębatym kółku lub wałku sprężystej listewki, umocowanej w ramce obracającej się wokół osi wałka, osadzonego na uchwycie instrumentu. Instrument pcha się tak jak taczkę.
Zazwyczaj cały instrument jest wykonany z drewna, jednak we współczesnej praktyce ludowej różne części terkotek (szczególnie listewki) są wykonane z tworzywa sztucznego lub blachy. Elementy wykonane z drewna są niekiedy zdobione przy użyciu dłuta.

## Funkcja obrzędowa

### Tradycja rzymskokatolicka
Katolicka tradycja używania terkotek wywodzi się ze średniowiecza, kiedy to wprowadzono nieformalny zakaz używania dzwonów, począwszy od Mszy Wieczerzy Pańskiej aż do Wigilii Paschalnej z powodu uroczystej żałoby spowodowanej ukrzyżowaniem Jezusa i szacunku dla czasu jego śmierci trwającej do Zmartwychwstania. Aby zastąpić dzwony w czasie Triduum Paschalnego stosowano terkotki i inne pokutnie brzmiące instrumenty perkusyjne. We Włoszech, Francji, Anglii i Niemczech popularne były duże, stołowe terkotki z pudłami rezonansowymi, napędzane korbą, które z jednej strony zwiększały ich głośność, a z drugiej nadawały im głębsze brzmienie. Z kolei w Hiszpanii i Portugalii stosowano duże terkotki bez pudeł rezonansowych, w których dźwięk wydobywa się obracając bębnem umocowanym na specjalnym stelażu. Hiszpańska wersja terkotki to matraca. Słowo to pochodzi od arabskiego mitraqa (młot) i taraq (uderzenie). Dwumetrowa matraca była używana w Hiszpanii i Portugalii w celu wezwania wiernych do kościoła.
W Polsce
Dawniej za pomocą terkotek tworzono rytualną wrzawę podczas ludowych obrzędów kolędowania. Głównie instrument był używany w okresie Półpościa i Wielkiego Tygodnia poprzedzającego święta wielkanocne. Przykładowo, na Kujawach terkotki zastępowały dzwony kościelne, które na czas Wielkiego Piątku milkły w celu upamiętnienia śmierci Chrystusa: Biegano wtedy z nimi, hałasując, a dla wzmocnienia efektu konstruowano terkotki taczkowe, zwane „taradajką” lub „świnią”, i objeżdżano nią całą wieś. Z kolei na ziemi chełmińskiej i  w Wielki Czwartek chłopcy wędrowali po wsiach i przy użyciu dźwięku terkotek wyganiali złe moce. Zwyczaj ten był także znany na ziemi kłodzkiej.
We Włoszech
Raganella to włoska nazwa terkotki. Nazwa instrumentu pochodzi od płaza z gatunku rzekotki drzewnej (łac. Hyla arborea). Raganella jest nadal używana w niektórych regionach Włoch: Veneto i Padanii, w Kalabrii, Apulii i Sardynii podczas uroczystości religijnych i festiwali. Jest nadal stosowany w Molise, w kościele podczas Wielkiego Tygodnia zamiast dzwonu. Instrument we Włoszech ma swoje regionalne nazwy. W Wenecji jest to ràcola, w Salento ṭrènula lub ṭròzzula, a w Tarencie w ròzzələ lub ruèzzələ.
W Czechach i na Morawach

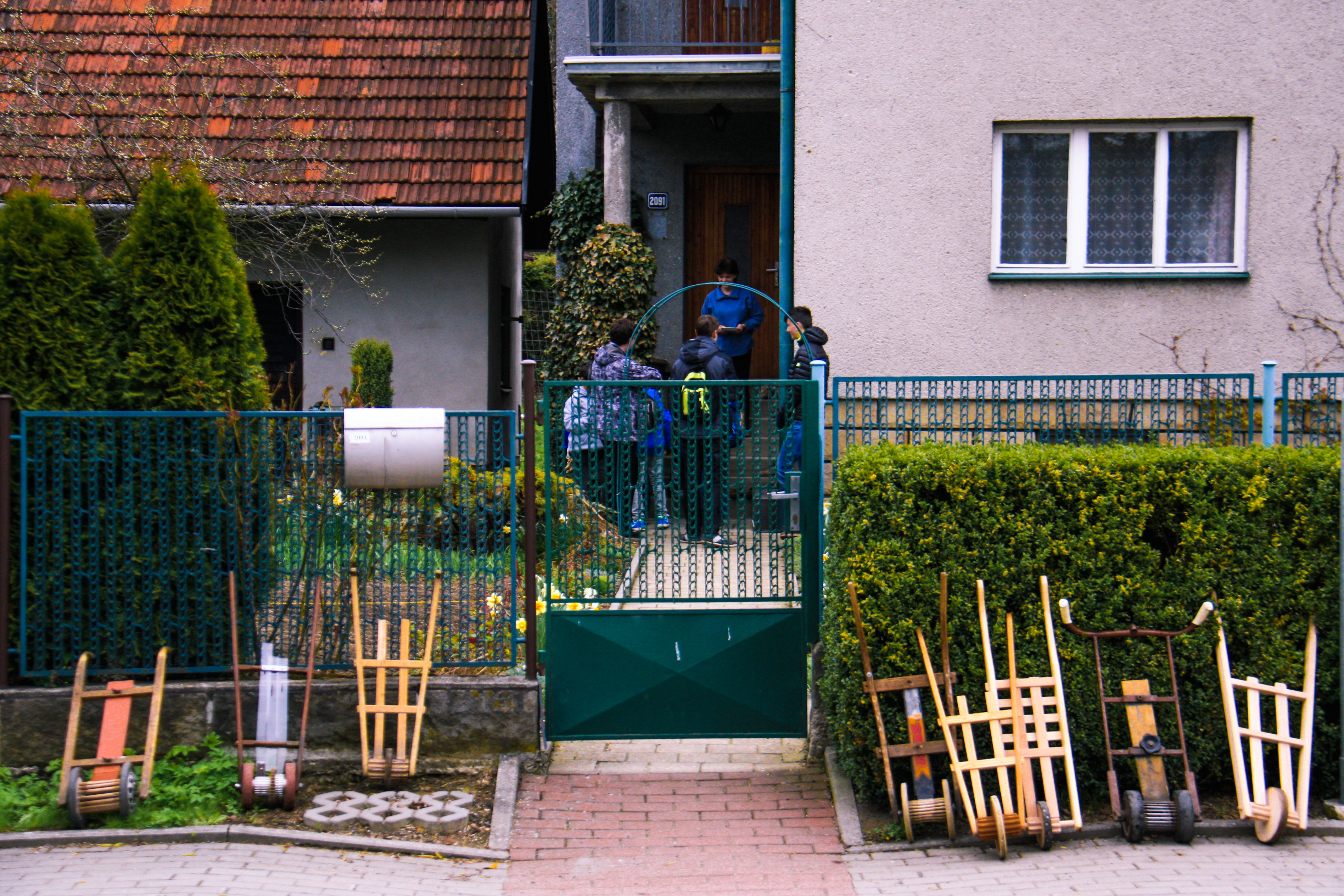
Terkotki taczkowe. Klepotarze (klapotáři) obchodzą domy ze swoimi klapotkami (rapači)

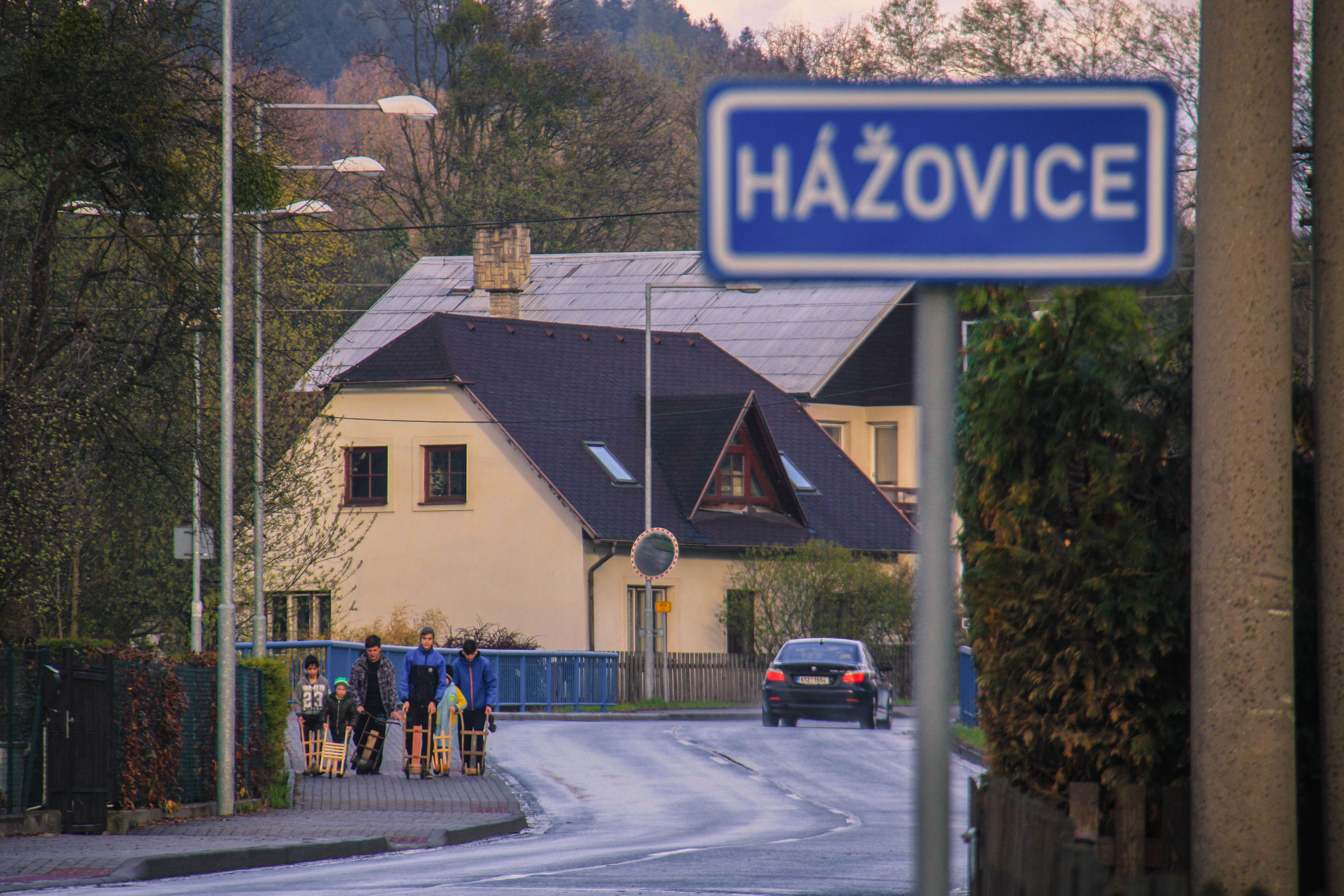
Terkotki taczkowe. Obchodzenie domów w Hážovicach

Terkotka (cz. klapotkami, rapace, Tragacete, grzechotka i hrkači) jest w Czechach do dziś ważnym elementem obrzędowości Wielkanocnej. Legenda głosi, że w Wielki Czwartek wszystkie dzwony kościelne lecą na pielgrzymkę do Rzymu. Ich miejsce zastępują grupy chłopcy z terkotkami (zwani klapotáři, rapačáři, trakačníci). Przewodniczy im „kapitan”, z którym aż do Wielkiej Soboty obchodzą okoliczne gospodarstwa domowe, robiąc przy tym za pomocą klapotek dużo hałasu. Pierwszy obchód (cz. obchůzka) zaczyna się w Wielki Czwartek i powtarza się w godzinach porannych, w południe i w nocy. Za to w Wielki Piątek klapotáři chłopcy obchodzą własne wsie aż czterokrotnie. Pierwszy raz o 6 rano, drugi w południe, trzeci o godzinie trzeciej po południu i czwarty raz w godzinie ukrzyżowania Chrystusa. Mówi się, że dzieci w ten sposób ścigają Judasza. Podczas ostatniego obchodu wsi w Wielką Sobotę grzechoczący chłopcy idą dookoła wioski z koszami, do których właściciele odwiedzanych domów zazwyczaj wrzucają im jakąś nagrodę. Kiedyś były to owoce, pieczywa i jaja. Jednak dziś coraz częściej są to słodycze lub pieniądze.
Pokaz tradycyjnego obrzędu Klapotáři można obejrzeć co roku podczas Wielkanocnego festiwalu folklorystycznego odbywającego się w Skansenie wołoskim Valašské muzeum v přírodě w miejscowości Rožnov pod Radhoštěm.

### Tradycja w innych kręgach religijnych
Tradycja żydowska

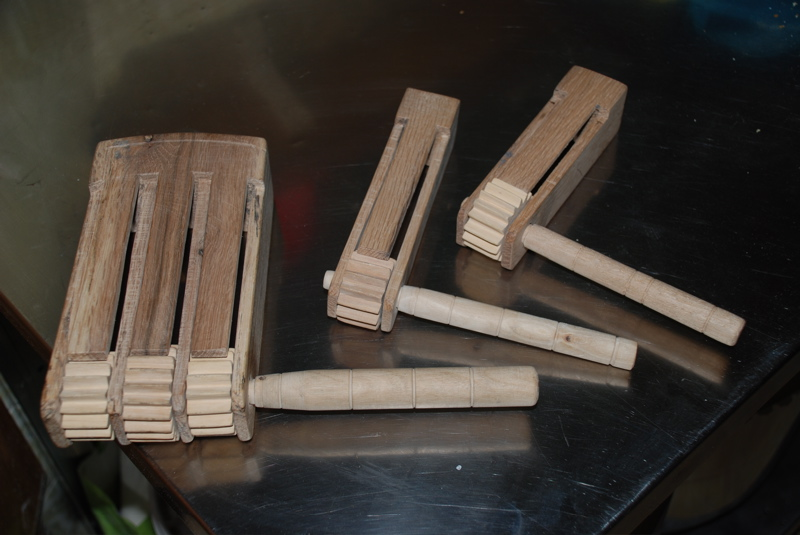
Terkotka żydowska

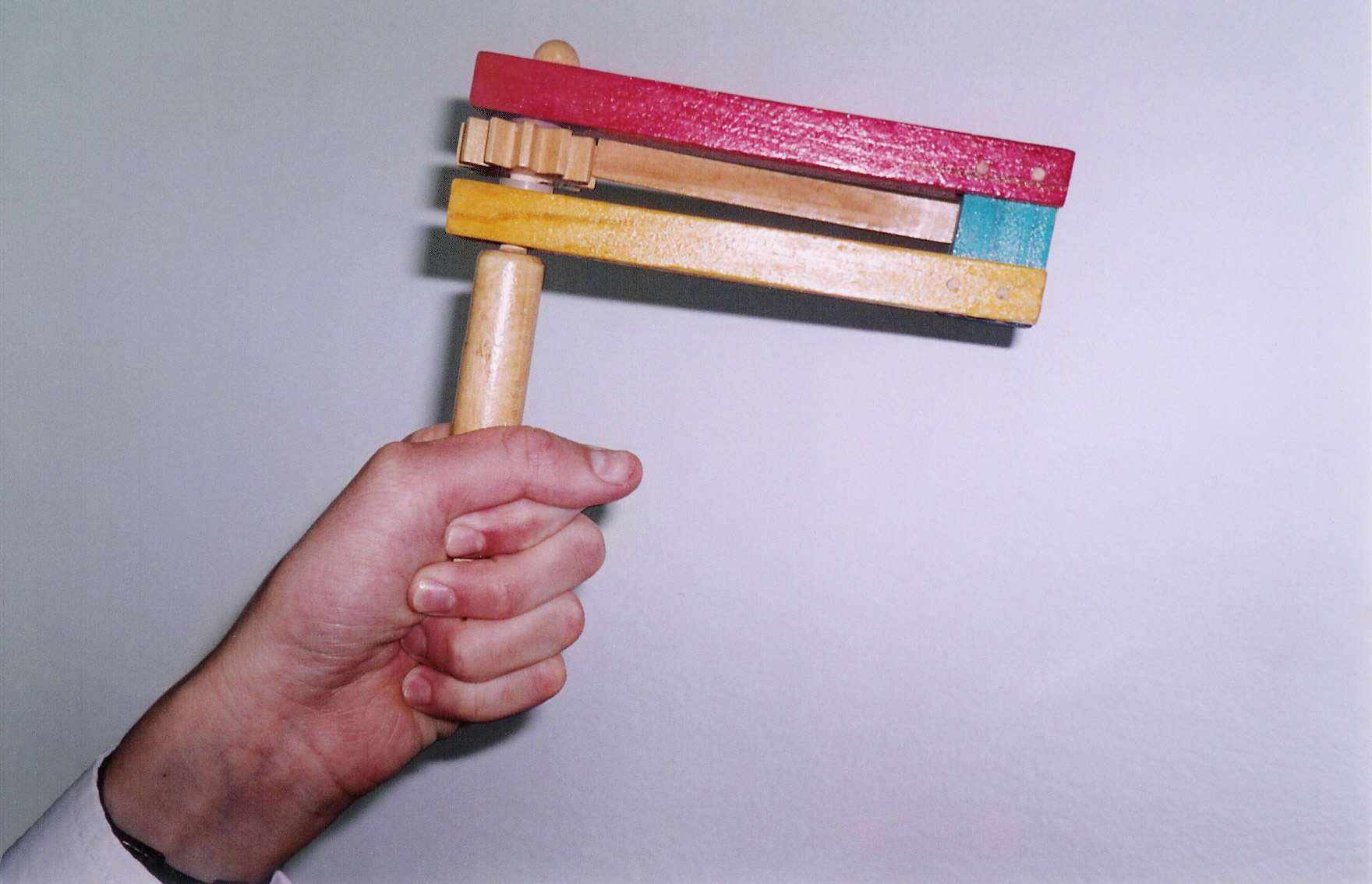
Fotografia gragger używanego podczas święta Purim

Mała terkotka w tradycji żydowskiej jest znana w języku jidysz jako gragger lub grogger (oryginalna pisownia: גערַגרא) lub ra’ashan (w języku hebrajskim: רעשן). Instrumentu używa się podczas święta Purim każdorazowo, gdy podczas czytania Księgi Estery wspomina się imię Hamana (prześladowcy żydów). Wytwarzany przez gragger hałas ma symbolicznie zagłuszyć imię żydowskiego prześladowcy każdorazowo, gdy pojawia się ono podczas czytania tekstu. Istnieją współczesne przypowieści o rosyjskich Żydach obchodzących Purim, którym nieskutecznie próbowano zabronić używania instrumentu podczas święta z uwagi na jego głośność.
Tradycja ukraińska
Ukraińską wersją instrumentu jest derkacz lub derkach (ukr. Деркач). Był on znany od czasów biblijnych i używany na Bliskim Wschodzie w celach rozrywkowych w grach ludowych. Na Ukrainie grzechotka znana od czasów starożytnych, pełniła funkcję alarmu. Hałas wywoływany przez derkacz informował o pożarze. Był również używany podczas polowań na wilki lub króliki. Na Wołyniu derkacz stosowano przy kolędowaniu. Czasem pojawia się przy okazji występów zespołów folklorystycznych. Derkacz składa się z czterech części: uchwytu, zębatego walca, ramy i płytki.

## Pozostałe funkcje
Miejski alarm

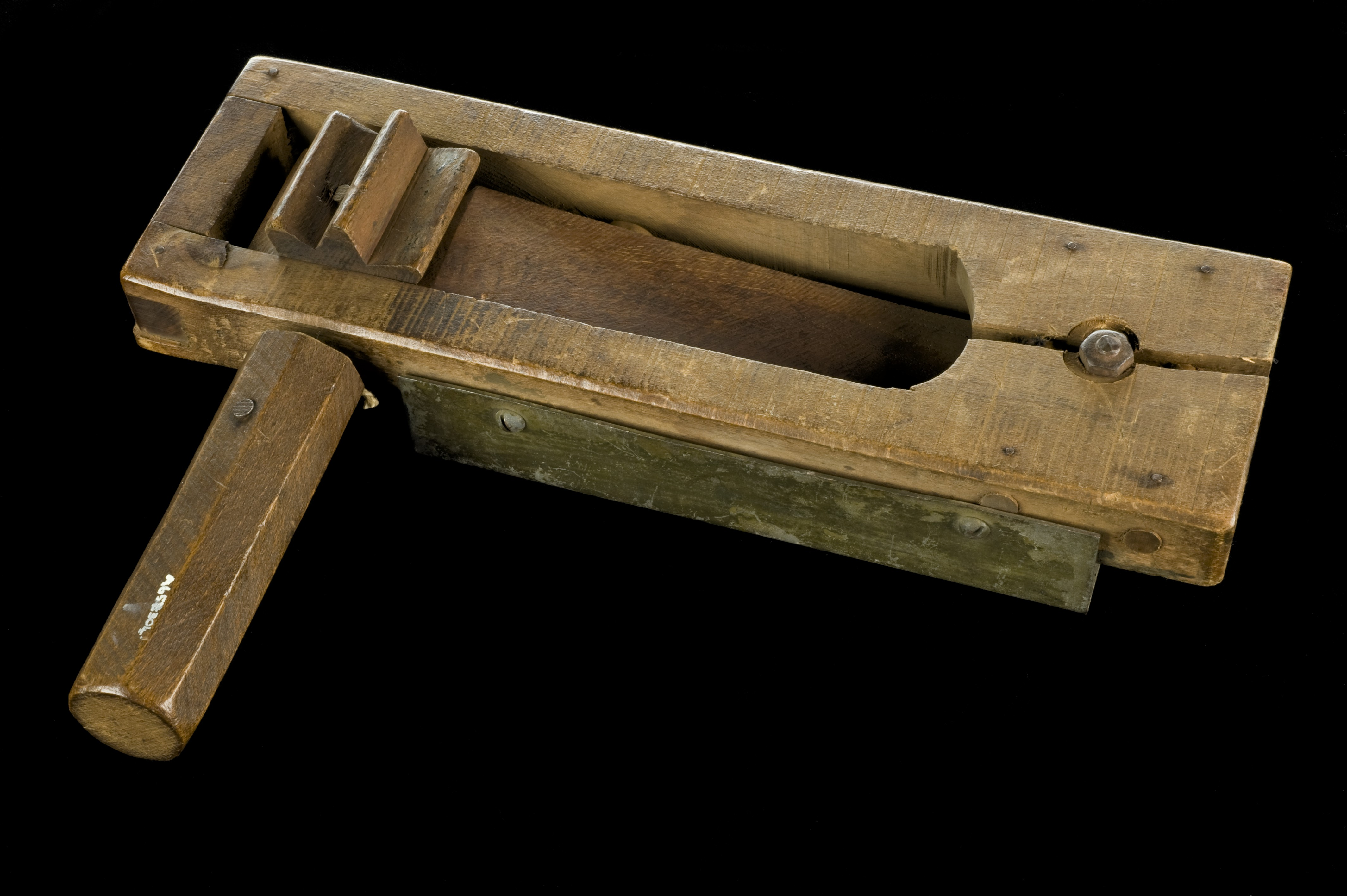
Terkotka alarmowa, Anglia, 1917

Już w średniowieczu straż miejska używała terkotek jako sygnału alarmowego. W czasie kolejnych fali epidemii dżumy w XV, XVII i XVIII w. terkotka stała się typowym instrumentem ostrzegawczym stosowanym przez grabarzy zwłok w całej Europie, którzy odstraszali przy jej pomocy przypadkowych gapiów i złodziei.
W XVIII i XIX w. w Wielkiej Brytanii i Ameryce Północnej terkotka stała się instrumentem alarmowym milicji miejskich, z których wyewoluowała współczesna policja. Terkotka policjantów (ang. policeman’s rattle) służyła w miastach do przywoływania pomocy. W roku 1658 Peter Stuyvesant, ówczesny dyrektor generalny Nowych Niderlandów zorganizował nocny patrol, który stanowił pierwszą w mieście policję (podwaliny przyszłej Policji Miasta Nowy Jork). Stuyvesant nazwał grupę stróżów Rattle Watch, od nazwy terkoczącego urządzenia, który służył do wznoszenia alarmu informującego o niebezpieczeństwach. Grupa Rattle Watch składała się z czterech mężczyzn, wybranych przez zarządcę, którzy spacerowali nocą po ulicach od zachodu do wschodu słońca. Mieli oni obserwować co się dzieje i wypatrywać niebezpieczeństwa. Nosili mundury w kolorze holenderskiej flagi, latarnie koloru zielonego i drewniane terkotki. Jeśli podczas obchodu zauważali cokolwiek niepokojącego, trzęśli terkotkami w celu zaalarmowania śpiących mieszkańców przed niebezpieczeństwem. Niebezpieczeństwo oznaczało cokolwiek, od pijackiej awantury na ulicy, po ogień, który mógłby rozprzestrzenić się i zniszczyć bardzo szybko sporą część miasta. Jeśli problemem był pożar, strażnicy dodatkowo krzyczeli „ogień”, aby zmobilizować ludzi z wiadrami wody. Również w Bostonie – 20 lat wcześniej niż w Nowych Niderlandach – zorganizowano podobną grupę, zwaną również rattle watch.
Przez kolejne 200 lat terkotki były regularnie używane w Ameryce, jak i Wielkiej Brytanii, zarówno przez policję, jak i oddziały straży pożarnej. Jako narzędzia wznoszące alarm miały trzy podstawowe zalety: były tanie w produkcji, łatwo przenośne i bardzo głośne.
Alarmy chemiczne w czasie I wojny światowej

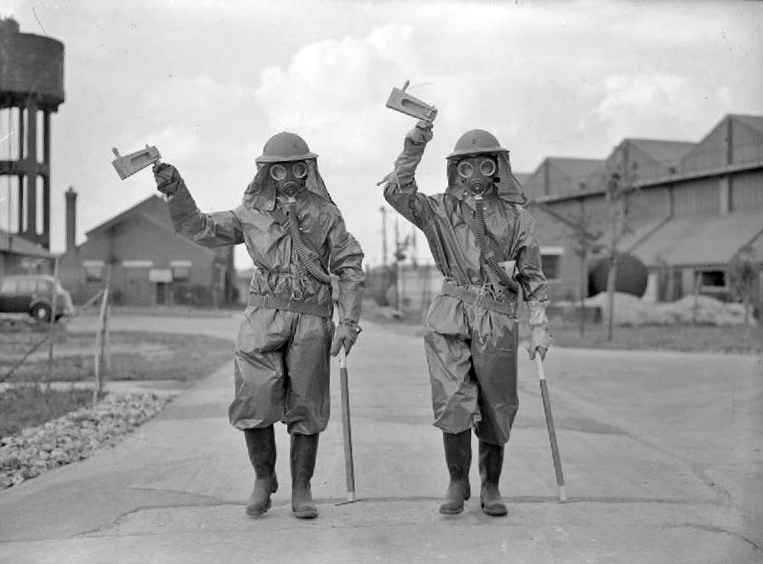
Dwóch lotników w ciężkim ubiorze przeciwgazowym, wyposażonych w detektory gazu i ostrzegawcze terkotki podczas ćwiczeń przeciwgazowych w Mildenhall, w hrabstwie Suffolk

Podczas I i II wojny światowej terkotki używano jako urządzenia do ostrzegania przed obecnością bojowych środków trujących w powietrzu. W momencie, gdy siły brytyjskie i amerykańskie zdały sobie sprawę z tego, że Niemcy wykorzystują broń chemiczną, terkotka okazała się wygodnym sposobem ostrzegania żołnierzy przed zbliżającym się zagrożeniem. Nie można było używać gwizdków, bowiem te służyły do ogłaszania rozpoczęcia własnych ataków i podrywały żołnierzy z okopów. Siły brytyjskie i amerykańskie wytwarzały terkotki oznaczone napisem „tylko alarm gazowy” (ang. gas alarm only) dla żołnierzy z pierwszej linii. Istnieją nagrania wideo pokazujące wykorzystanie terkotki podczas I wojny światowej.
Inne zastosowania

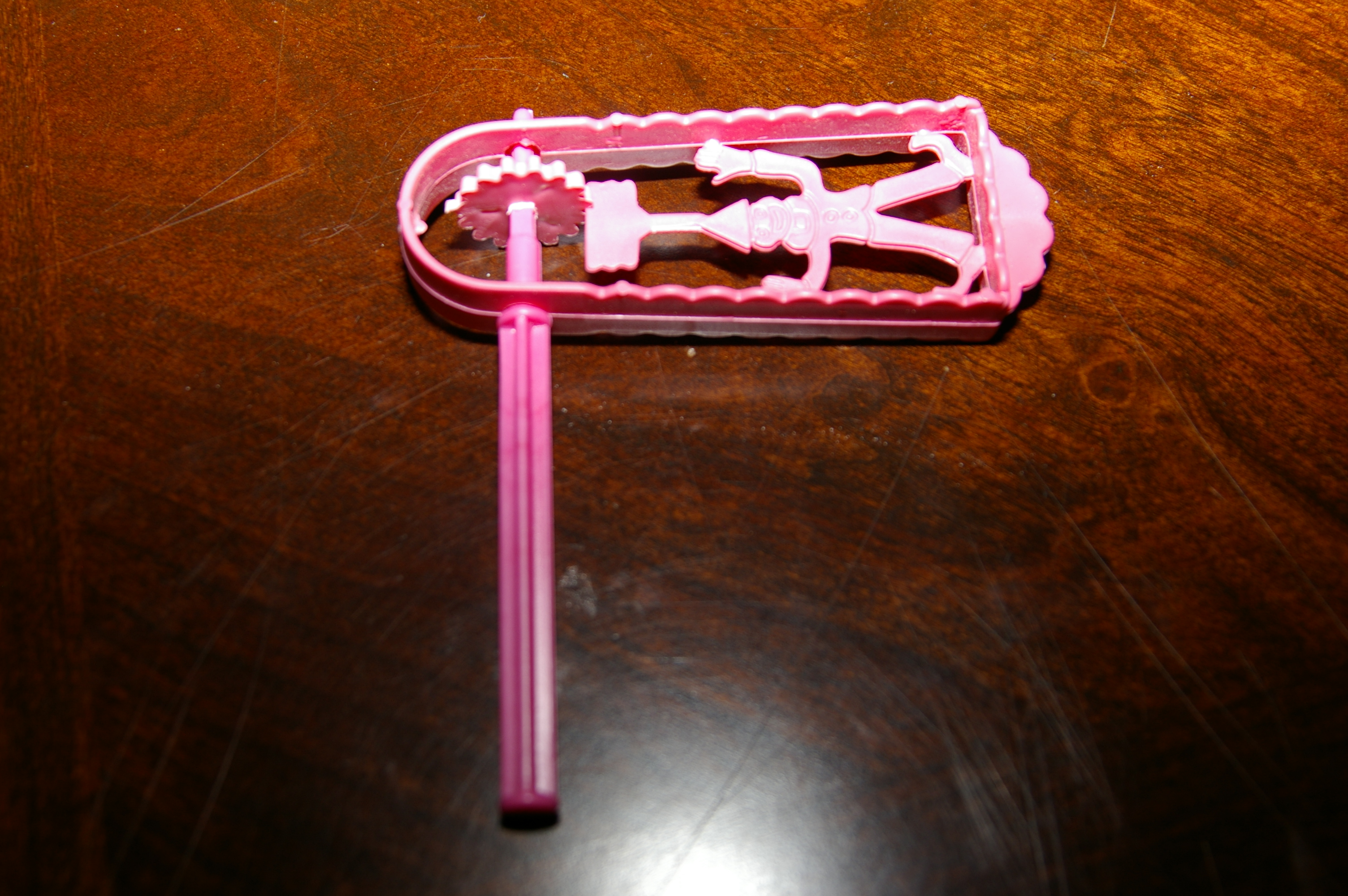
Terkotka zabawka

Niegdyś terkotki stosowano przy polowaniach z naganką do płoszenia zwierzyny. Terkotka jest używana na spotkaniach sportowych. Umożliwia ona bez znacznego wysiłku wytworzenie głośnego dźwięku. Na rynku można kupić produkty przeznaczone zarówno dla dzieci i kibiców. Jest też sprzedawana jako zabawka dla dzieci.

## Muzyka
Terkotki były wykorzystywane przez różnych kompozytorów. Lista przykładowych utworów:
- Ludwig van Beethoven Zwycięstwo Wellingtona, czyli bitwa pod Vittorią (tzw. Symfonia Bitewna) (ang. Wellington Victory), 1813. Instrument jest użyty do zaprezentowania ognia karabinowego.
- Joseph Haydn (Leopold Mozart) – Toy Symphony(inne języki), 1820.
- Maurice Ravel – Dziecko i czary (fr. L’Enfant et les sortilèges), 1925.
- Modest Musorgski – Obrazki z wystawy (ros. Картинки с выставки), 1874.
- Richard Strauss – Don Kichot (ang. Don Quixote), 1897.
- Richard Strauss – Till Eulenspiegel’s Merry Pranks, 1895.
- Ottorino Respighi – Pinie rzymskie (ang. Pines of Rome), 1924.
- Josef Strauss – polka Plappermäulchen op. 245 (1868)